# Andersöfjärden
Andersöfjärden är en fjärd på norra Åland i kommunerna Geta och Hammarland.
Andersöfjärden har fått namn av ön Andersö som ligger i nordost. I norr ligger Isaksö och Äppelö, i söder Gomholm och Skråbjörkö, i väster Torsholma och i öster Björkholm. Bortanför Torsholma tar den vidare Finbofjärden vid, söder om Gomholm Västerfjärden och öster om Björkholm Snäcköfjärden.